# Angariidae
Angariidae zijn een familie van in zee levende slakken. De familie is in 2008 gepromoveerd, daarvoor was de onderfamilie Angariinae ingedeeld in de familie Turbinidae.

## Taxonomie
De volgende geslachten zijn bij de familie ingedeeld:
- Angaria Röding, 1798
- † Asperilla Koken, 1896
- † Astrangaria Pacaud, 2017
- † Metriacanthus J. C. Fischer, 1969
- † Tegulacanthus Gründel, Keupp & Lang, 2017

### Synoniemen
- Angarina Bayle, 1878 => Angaria Röding, 1798
- Angarus => Angaria Röding, 1798
- Cochlus Humphrey, 1779 => Angaria Röding, 1798
- Delphinula Lamarck, 1804 => Angaria Röding, 1798
- Delphinulopsis Wright, 1878 => Angaria Röding, 1798
- Delphinulus Montfort, 1810 => Angaria Röding, 1798
- Praxidice Rafinesque, 1815 => Angaria Röding, 1798
- Scalator Gistel, 1848 => Angaria Röding, 1798